# Musée des antiquaires de Normandie
Le musée des antiquaires de Normandie est un ancien musée du centre-ville ancien de Caen, dans l'actuelle région Normandie. Aménagé à partir de 1854 dans une partie de l'ancien collège du Mont afin d'accueillir les collections archéologiques de la Société des antiquaires de Normandie, il est ouvert au public entre 1860 et 1944. Bien qu'il n'ait plus d'existence physique, ses collections étant en grande partie déposées au musée de Normandie, le musée a reçu le label Musée de France.

## Historique

### Le musée de 1854 à 1944
La Société des antiquaires de Normandie est fondée en 1824. Elle reçoit dès l'origine diverses pièces archéologiques entreposées dans le pavillon des sociétés savantes,. L’idée d'ouvrir un véritable musée, dans le Palais ducal de l'ancienne abbaye aux Hommes ou l'ancienne église Saint-Étienne-le-Vieux, émerge pour la première fois en 1843. Les collections allant en s'accroissant (legs de Pierre-Aimé Lair en 1853, résultat des fouilles de Vieux-la-Romaine et de Jort en 1854), le besoin d'un local dédié aux collections se fait plus pressant et une commission est constituée pour étudier sérieusement le projet. Elle envisage d'utiliser l'église Saint-Gilles de Caen qui doit être sécularisée. Mais finalement en 1854, le préfet Tonnet lègue à la Société des antiquaires de Normandie une partie des bâtiments de l'ancien collège du Mont, laissés vides par le transfert de l'administration préfectorale dans l’hôtel de préfecture du Calvados terminé en 1851. Le bâtiment est situé au fond de la cour de l'ancienne préfecture.
Les collections sont déménagées dans les locaux en 1854-1855. En 1855, une cheminée Renaissance, en provenance du 28 rue Saint-Jean et datant de 1568, est transférée dans l'une des salles du rez-de-chaussée,. En 1857, la façade d’une maison du XVIe siècle provenant de la rue des Capucins (actuelle rue Caponière) est remontée dans la cour du musée des Antiquaires. Le porche du XIIIe siècle de l’ancien Hôtel-Dieu de Caen, démoli dans les années 1830, est également remonté à côté de la façade du XVIe siècle ; cet ensemble est inscrit au titre des monuments historiques le 13 juin 1927. Le musée ouvre au public en 1860.
Au début du XXe siècle, les collections de moulages de sculptures gallo-romaines et médiévales du musée de la Société française d'archéologie, ouvert en 1855 dans l’ancienne chapelle des jésuites du collège du Mont située au premier étage des bâtiments donnant sur la rue Arcisse de Caumont, sont cédées au musée des antiquaires. En 1926, les fragments architecturaux entreposés dans l’église Saint-Étienne-le-Vieux sont également déposés dans les collections du musée. À la suite de divers dépôts, le musée apparaît juste avant guerre comme beaucoup plus encombré que figuré sur les cartes postales anciennes connues, datées pour une grande partie d'entre elles du début du XXe siècle.
Le musée était constitué de quatre salles sur deux niveaux :
- au rez-de-chaussée, deux salles dites du pilori et de la cheminée pour les collections lapidaires ;
- au premier étage, la salle du trépied pour les collections archéologiques et salle des séances, avec, jusqu'en 1914, la bibliothèque de la société.

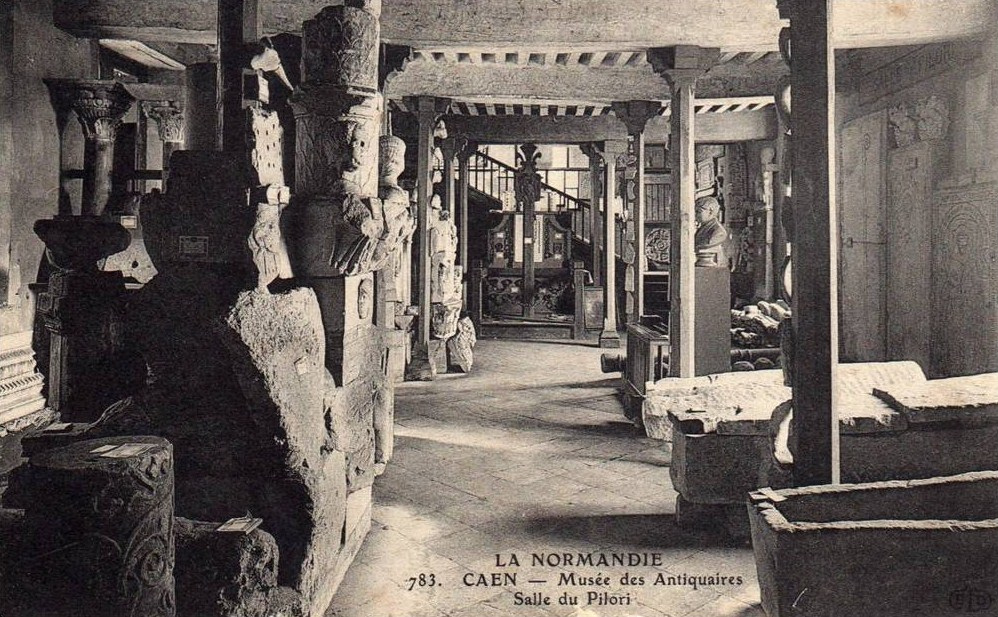
La salle du pilori
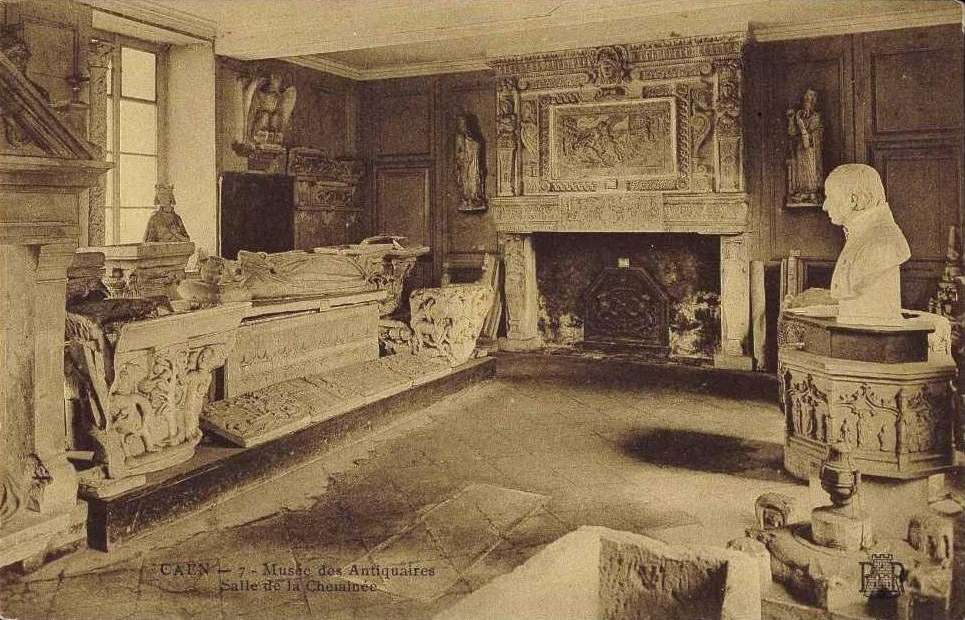
La salle de la cheminée

### Les collections depuis 1944

Porche de l'ancien Hôtel-Dieu de Caen à son emplacement actuel.

Le musée de la Société des antiquaires de Normandie est très endommagé pendant la bataille de Caen. Le musée perd portes et fenêtres lors de la bataille de Caen, et reste ainsi pendant près de six mois ; à l'issue de cette période, durant laquelle de nombreux vols seront constatés par la suite, le musée est muré pour sauvegarder ce qui peut l'être encore.
En outre, certains éléments des collections archéologiques, qui avaient été transférés à Falaise en 1941, ont également été détruits.
Les locaux du musée sont sécurisés entre 1949 et 1951 sans rouvrir au public. Les collections s'enrichissent des fragments lapidaires récupérés dans les ruines après le bombardement de la ville. Mais inversement, une grande majorité des collections, essentiellement celles du XVIe au XVIIIe siècle, est volée avant que les locaux ne soient restaurés. Le musée, qui reste fermé au public, est inadapté et trop exigu. Pendant la reconstruction de Caen, on prend la décision de prolonger la rue de Bras à travers la cour du collège, ce qui nécessite le déplacement de la façade du XVIe siècle inscrite aux monuments historiques. À partir de novembre 1956, la façade est donc déposée pour être remontée ensuite sur un mur aveugle de la place Pierre-Bouchard. Malheureusement, les lucarnes sont détruites par inadvertance par l’entreprise chargée des travaux. L’ancien porche de l’Hôtel-Dieu, sauvé quant à lui in extremis, est remonté sur la façade du musée. Les collections sont déplacées dans l'ancienne collégiale du Saint-Sépulcre de Caen en 1963 à l'exception de la grande cheminée du XVIe siècle, remontée dans une salle de l'hôtel d'Escoville, et du porche de l’Hôtel-Dieu, trop fragile, qui reste donc le seul élément demeuré sur place.
En 1983, la société des antiquaires de Normandie, qui n'a pas les moyens de gérer ses fonds, signe une convention avec la ville de Caen et les collections archéologiques sont déposées au musée de Normandie. Une partie des collections est également exposée au musée archéologique de Vieux-la-Romaine.

## Conservateurs
- Charles Gervais de 1845 à 1878 ;
- Lavalley-Duperroux de 1878 à 1885 ;
- Charles Ruault du Plessis de 1885 à 1887 ;
- Fernand Huard de 1887 à 1930 ;
- Louis Gosselin après 1930.

## Collections
Bien que la collection des antiquaires ait été amputée par des pertes lors des bombardements de la bataille de Normandie et les pillages liés au désordre consécutif ayant suivi, elle reste riche de nombreux objets issus de fouilles archéologiques depuis le XIXe siècle, d'un médaillier d'environ 6 000 monnaies et d'une des collections les plus importantes de France pour le papier monnaie au début de l'ère révolutionnaire. En revanche, ses riches collections d'époque moderne ont quasiment disparu dans la tourmente.

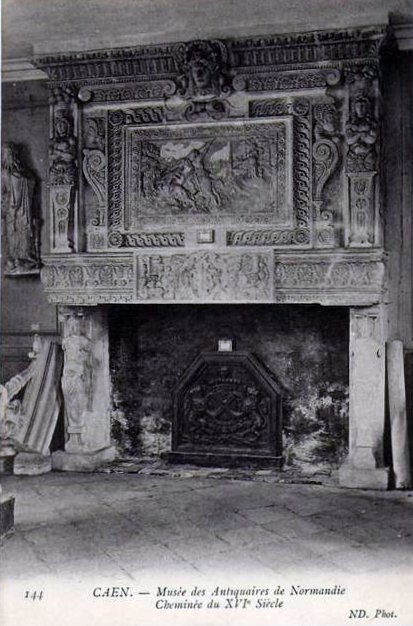
La cheminée du XVIe siècle avant son déplacement à l’hôtel d'Escoville
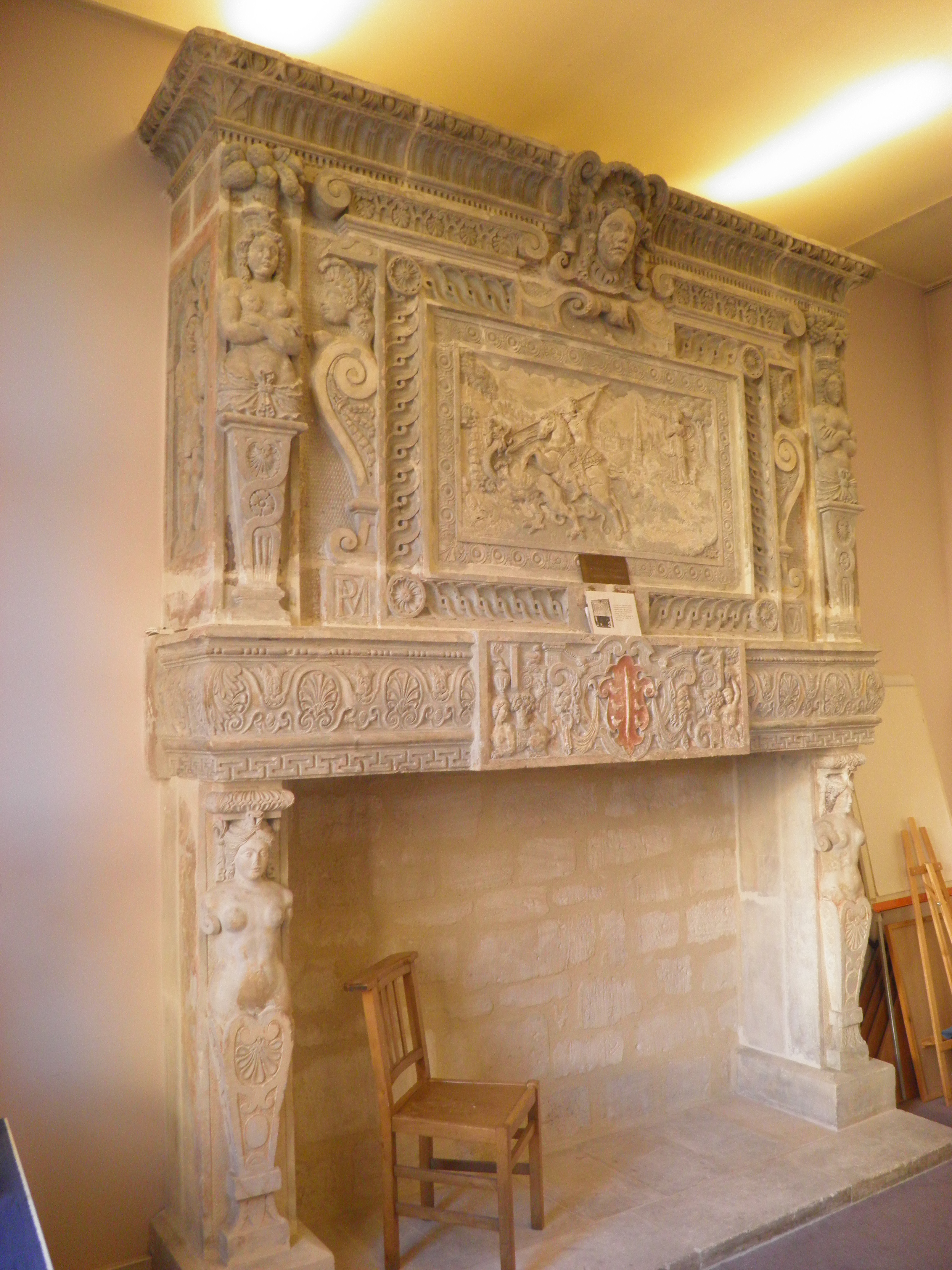
La même cheminée dans son lieu actuel, la salle des sociétés savantes de l'hôtel d'Escoville
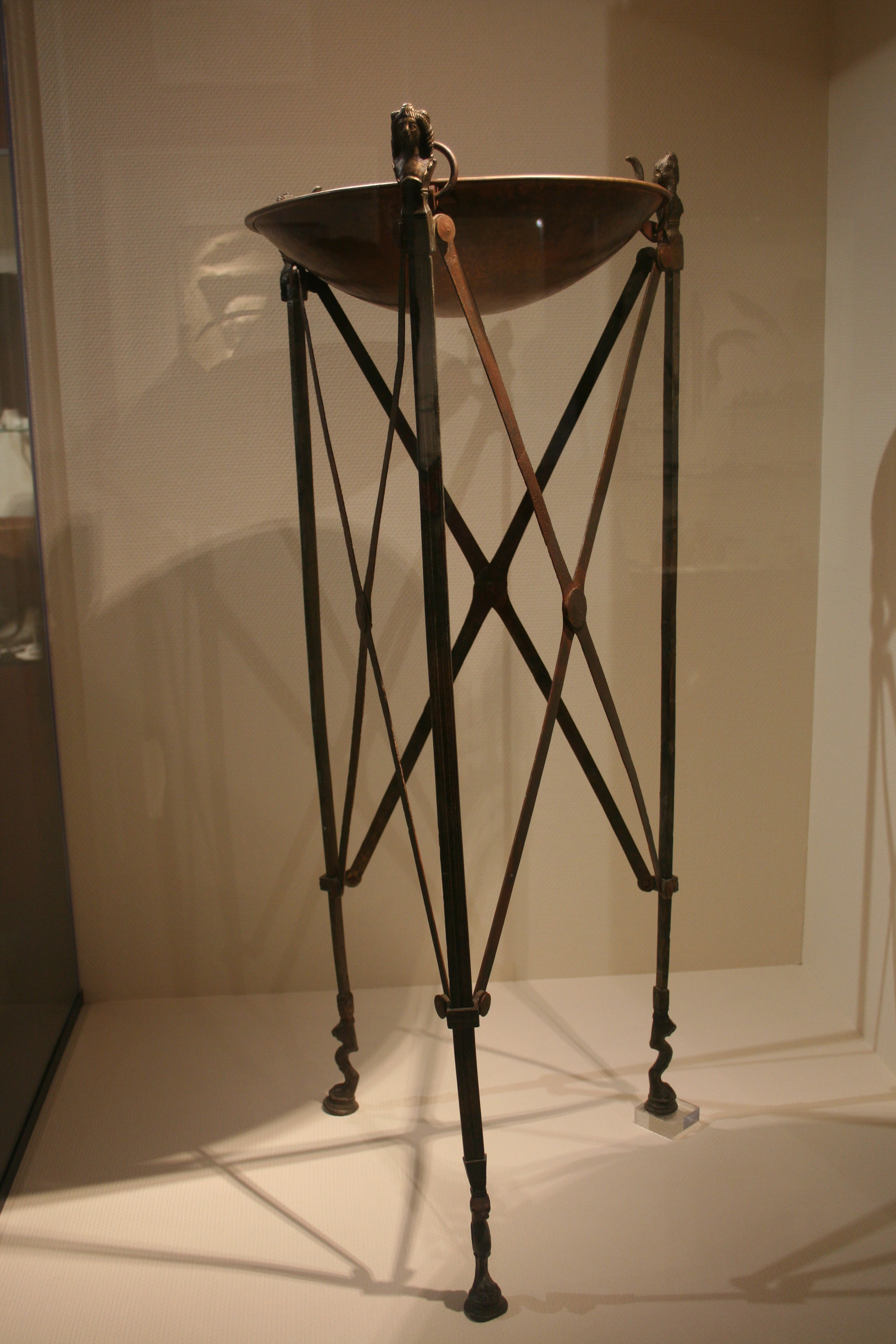
Trépied de Giberville dans son lieu d'exposition actuel au musée de Normandie
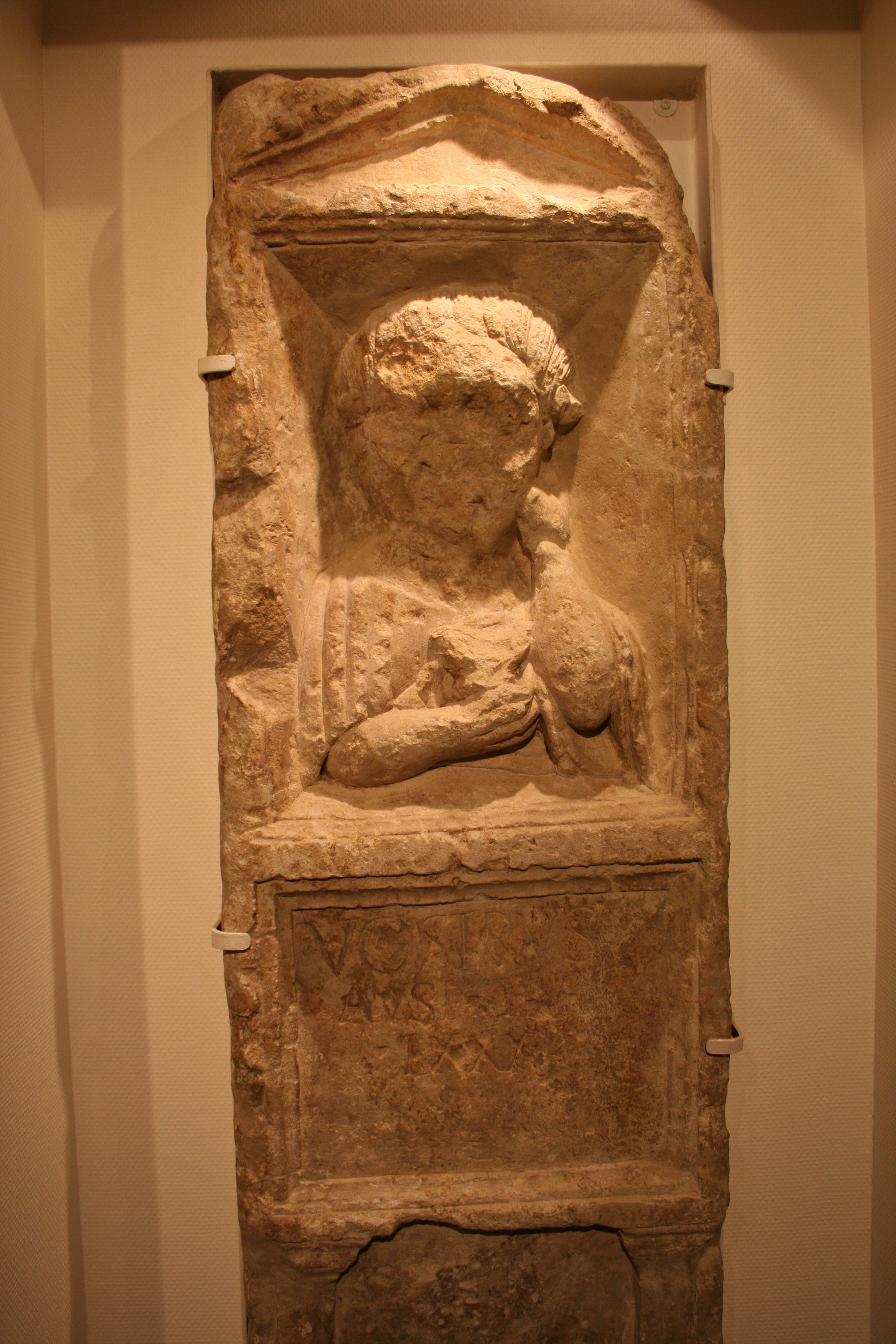
Stèle de Vostrus découverte à Lisieux, au musée de Normandie
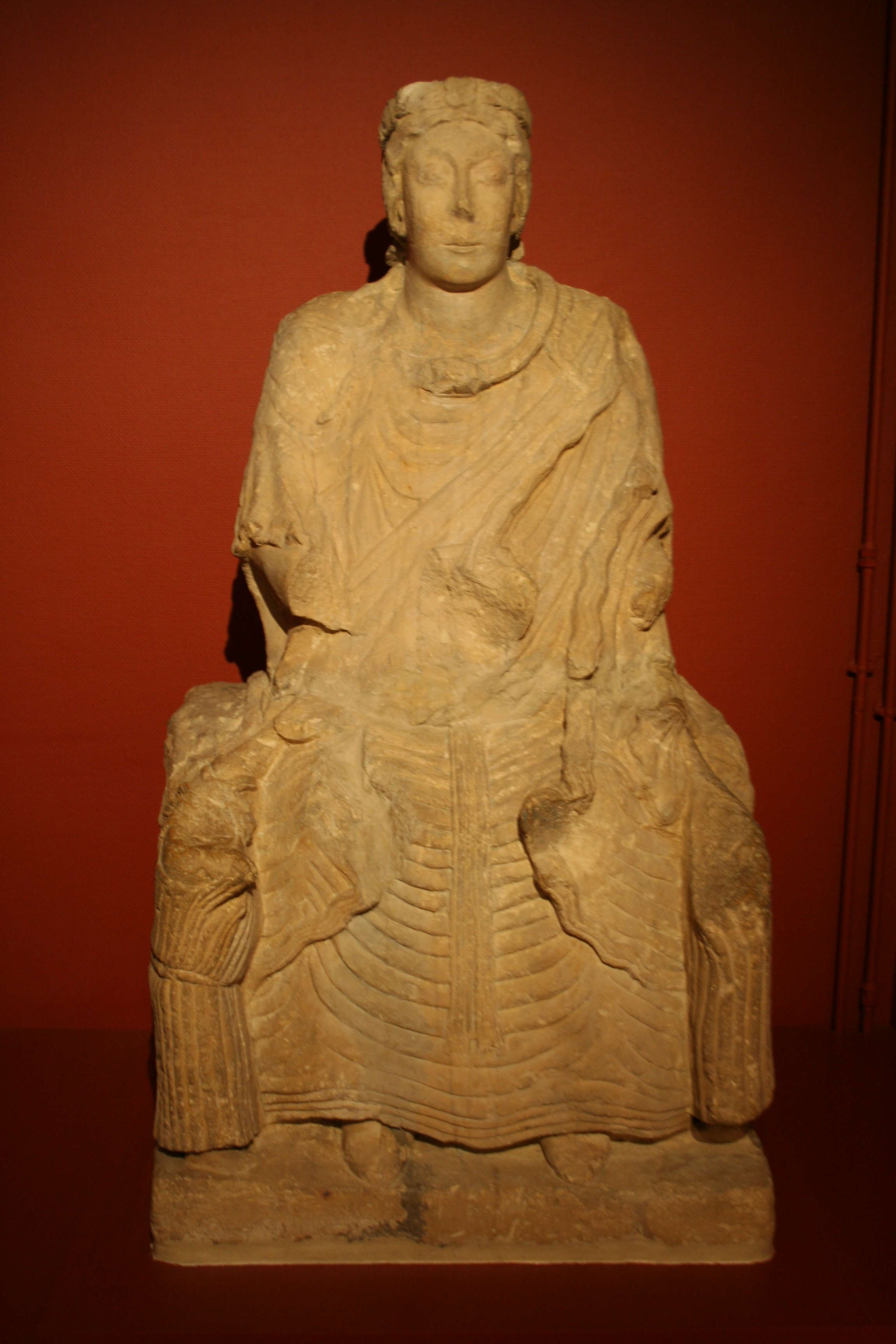
Déesse-mère de Saint-Aubin-sur-Mer